# کنسرتو پیانو شماره ۲ (بتهوون)
کنسرتو پیانو شماره ۲ (انگلیسی: Piano Concerto No. 2) در سی بمل ماژور اپوس ۱۹، اثر لودویگ فان بتهوون است.

## تاریخچه
کنسرتو پیانو «شماره ۲» در مرحلهٔ اول بین سال‌های ۱۷۸۷ تا ۱۷۸۹ ساخته شد، ولی تا سال ۱۹۷۵ منتشر نشد. بتهوون برای اجرا در پراگ یک فینالِ دوم برای آن در سال ۱۷۹۸ نوشت، اما این فینالی نیست که منتشر شده‌است. قصد آهنگساز در ابتدا این بود تا از این اثر در بن، به عنوان وسیله‌ای برای نوازندگی شخصی خود به عنوان یک اجراکنندهٔ جوان و چیره‌دست استفاده کند. این اثر در سال ۱۸۰۱ در حالی که قبل از «کنسرتوی پیانو شماره ۱» ساخته شده بود، منتشر شد و به همین دلیل «شماره ۲» نام گرفت.
قطعهٔ کنسرتو پیانو در سی بمل ماژور به یک نمایش مهم برای بتهوونِ جوان تبدیل شد، زیرا وی با ترک بن و سفر به وین، در پی تثبیت موقعیت خود بود. بتهوون نوازندهٔ اجرای اولیه بود که در ۲۹ مارس ۱۷۹۵ در سالن بورگ‌تئاتر، نخستین نمایش عمومی خود را برگزار کرد. پیش از آن، او فقط این کنسرتو را در سالن‌های خصوصی اشرافِ وین اجرا کرده بود. در حالی که این اثر به‌طور کلی بسیار به سبک کنسرتوی موتسارت نزدیک است، یک حس درام و تضادی مشاهده می‌شود که در بسیاری از آثار بعدی بتهوون نیز وجود دارد. به‌خصوص موومان دوم که دارای لحن خاص و یکی از فانتزی‌های بتهوون به شمار می‌رود. ظاهراً خودِ بتهوون این اثر را چندان مهم ارزیابی نکرده و خاطرنشان ساخته است که نسخه‌ای که ناشر «فرانتز آنتون هوفمیستر» به همراه «کنسرت پیانو شماره ۱» منتشر کرده، «یکی از بهترین‌های من نبود». نسخه‌ای که وی در سال ۱۷۹۵ به اجرا درآورد، نسخه‌ای است که امروزه ضبط و اجرا می‌شود.

## موومان‌ها
سازهای ارکستر عبارتند از: پیانو، ۲ فلوت، ۲ ابوا، ۲ فاگوت، ۲ هورن و ارکستر زهی. این تنها کنسرتوی تکمیل شدهٔ بتهوون است که در آن کلارینت‌ها حذف شده‌اند. کنسرتو دارای سه موومان است:
I. آلگرو کُن بِریو
II. آداجیو
III. روندو، آلگرو مولتو
موومان اول با یک افتتاحِ پیروزمندانهٔ ارکسترال، از آکورد تونیک شروع می‌شود و ضمن استفاده از پاساژهای کروماتیک، تکنیکِ تکنوازی را به اجرا می‌گذارد. موومان دوم شخصیتی باوقار و صلح‌آمیز دارد. موومان آخر با روندویی بسته می‌شود که با ارمغانی از شورجوانی و بازیگوشی باز می‌گردد.

### موومان اول
این موومان در فرم سونات (با دوبل اکسپوزیسیون) است. ارکستر ابتدا تم اصلی و فرعی را معرفی می‌کند. دومین اکسپوزیسیون در فا ماژور است. بخش بسط و گسترش و «ری‌اکسپوزیسیون» (یا بازگشایش) در سی بمل ماژور است.
کادانزای نسبتاً دشواری وجود دارد که توسط خودِ بتهوون نوشته شده‌است، البته بسیار دیرتر از خود کنسرتو. از نظر سبک، این کادنزا با کنسرتو بسیار متفاوت است، اما از اولین تمِ افتتاحیه استفاده می‌کند. بتهوون این ملودی را به چند روش مختلف به کار می‌گیرد، هر بار شخصیت آن را تغییر می‌دهد و روش‌های بی‌شماری را بروز می‌دهد که می‌توان از یک تم موسیقی استفاده و احساس کرد.
این موومان بین سالهای ۱۷۸۷ و ۱۷۸۹ در بن نوشته شده‌است. میانگین مدت اجرا بین ۱۳ تا ۱۴ دقیقه طول می‌کشد.

### موومان دوم
موومان در می بمل ماژور است. مانند بسیاری از موومان‌های آهسته، فرم سه قسمتی (ABA) دارد، که در آن ابتدا تم‌ها را معرفی می‌کند و بخش میانی قسمت «بسط و گسترش» است. این موومان بین سالهای ۱۷۸۷ و ۱۷۸۹ در «بن» نوشته شده‌است. مدت زمان اجرا از ۸ تا ۹ دقیقه طول می‌کشد.

### موومان سوم
موومان سوم با فرم روندو و در هفت قسمتِ (ABACABA) شکل می‌گیرد. بازیگوش بودنِ بتهوون در دوره اولیه را در اینجا می‌توان شنید. یک احساس گوشه‌دارِ ثابت در درونِ ملودی (6
8) وجود دارد که در هر بازگشت از تم روندو، اجرا می‌شود. بخش (C) با سایر بخش‌ها بسیار متناقص است، و بدین منظور بوده که در گام مینور، معنی و مفهوم قوی‌تری داشته باشد. همچنین قبل از حضورِ آخرین روندو (ترجیع‌بند)، بتهوون پیانو را در یک «کلید اشتباه» (سل ماژور) قرار می‌دهد و قبل از ورود ارکستر، به کشف کلید اصلی می‌پردازد. این شوخی موسیقایی بتهوون را در آثار بعدی وی نیز می‌توان مشاهده کرد.
این روندو همان چیزی است که بتهوون در سال ۱۷۹۵ نوشته بود و همان سال در وین تحسین شد و تأثیرگذاری هایدن را نشان می‌دهد. مدت زمان اجرا از ۵ تا ۶ دقیقه طول می‌کشد.

## یادداشت
1. ↑  Franz Anton Hoffmeister